# Hamophthiriidae
Hamophthiriidae es una familia de insectos en el orden Psocodea. Pertenece al grupo de piojos (Anoplura) que tienen piezas bucales de succión y se nutren bebiendo sangre del huésped. Solo se conoce una especie, que vive en dermópteros.

## Taxonomía
- familia Hamophthiriidae Johnson, 1969
  - Hamophthirius galeopitheci Mjöberg, 1925